# Alimento fermentado

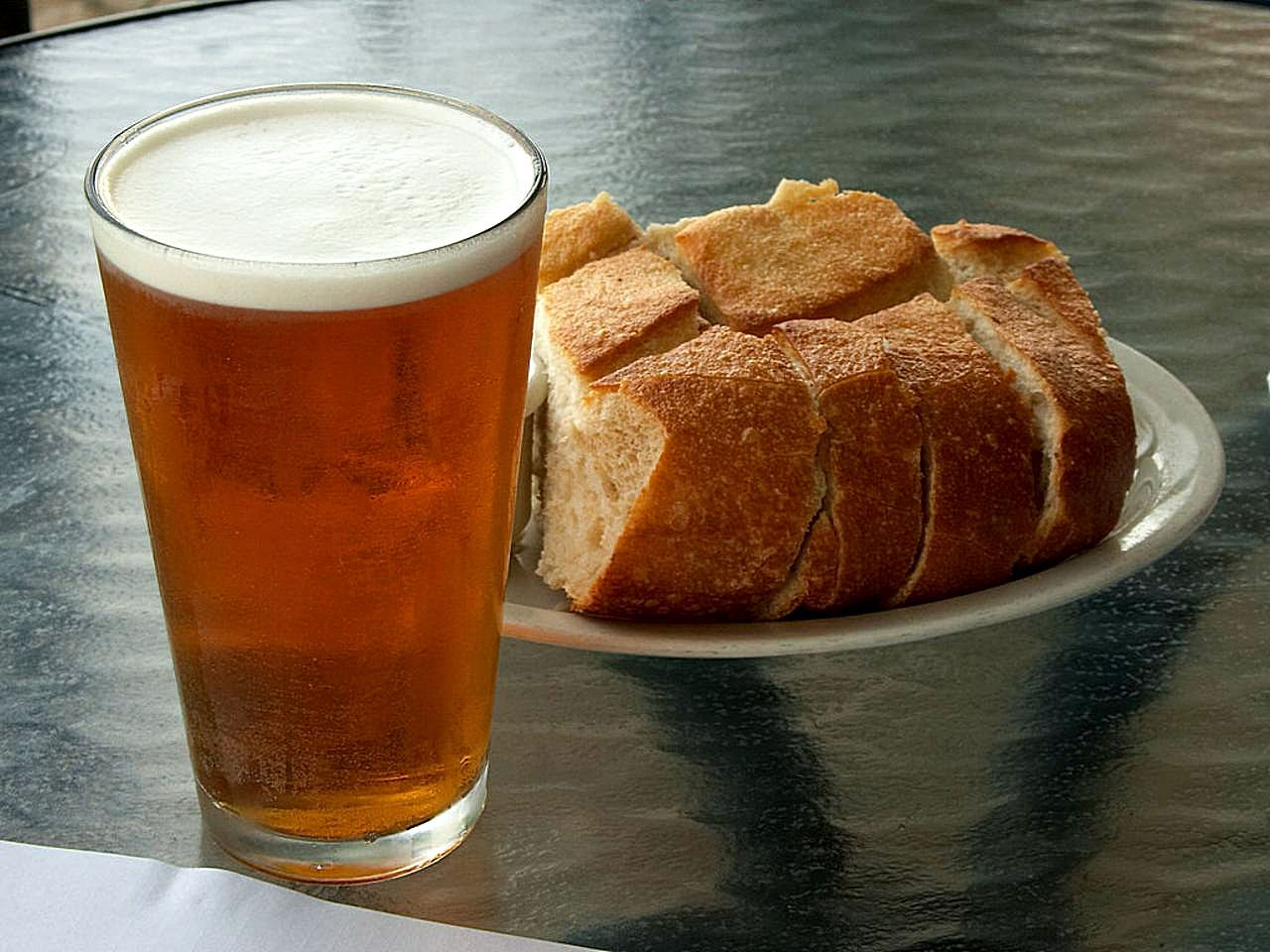
La fermentación juega un rol muy importante en la elaboración de la cerveza y del pan.

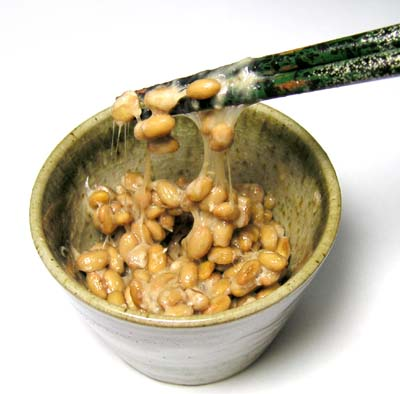
Nattō, un alimento japonés a base de soja fermentada.

Los alimentos fermentados son aquellos que se obtienen del proceso de convertir carbohidratos en alcohol o ácidos. Esta actividad de fermentación permite que los alimentos modifiquen su sabor al mismo tiempo que aumentar su vida útil (permitiendo su conservación).

## Tipos de alimentos fermentados
La fermentación es un proceso catabólico de oxidación incompleta, que no requiere oxígeno, siendo el producto final un compuesto orgánico. Estos productos finales son los que caracterizan los diversos tipos de fermentaciones. El proceso de fermentación varía en función de los ingredientes, los microorganismos utilizados y las condiciones ambientales.
Existen dos tipos principales de alimentos fermentados: los fermentos espontáneos (en los que la fermentación se produce naturalmente con los microorganismos presentes en los alimentos) y los fermentos que dependen de un cultivo (es necesario agregar un inóculo o cultivo starter para la fermentación).

## Alimentos fermentados por regiones
- Mundialmente: alcohol (cerveza, hidromiel, vino, etc.), vinagre, olivas, yogur, kéfir, pan, queso, sales, entre otros.
- Asia
  - Este de Asia y Sureste Asiático Asia: amazake, asinan, bai-ming, belacan, burong mangga, dalok, doenjang (된장), douchi, jeruk, lambanog, kimchi (김치), kombucha, leppet-so, Narezushi, miang, miso, nata de coco, nata de piña, nattō, naw-mai-dong, pak-siam-dong, paw-tsaynob en nieve (雪裡蕻), prahok, sake, seokbakji, salsa de soya, tofu, col de Szechuan, tai-tan tsoi, chiraki, tape, tempeh, totkal kimchi, yen tsai (醃菜), zha cai
- América
  - Chile: Muday
  - Perú: QuiMa Quinua y Maca fermentada
  - Colombia: Chicha, Masato, Guarapo, Manzanilla, Aguardiente
- África
  - Nigeria: Fufu, Ogi

## Bebidas fermentadas
Es aquella que se obtiene del reposo de vegetales y frutas con gran contenido de glucosa, por contraposición a la destilada. Las más frecuentes son:
- Cerveza, cuyo contenido de alcohol (etílico) es entre 3° y 12° (aunque las versiones comerciales más difundidas tienen una graduación de entre 4° y 5°)
- Vino, que posee un grado alcohólico entre 11° y 14°
- Tejuino
- Cava
- Sidra
- Kombucha
- Chicha de Jora
- Masato de Yuca